# Maddie Fitzpatrick
Madeline Margaret Genevieve Miranda Catherine Fitzpatrick eller blot kaldet Maddie er en fiktiv figur i Disney Channels tv-serie Zack og Cody's Søde Hotelliv. Hun spilles af Ashley Tisdale.

## Baggrund
Maddie er en 17-årig pige som bor i Boston, Massachusetts over for "Fenway Park". Hun arbejder som en slikpige hos "The Tipton Hotel", men tjener kun 6$ om ugen, hvilket hun er utilfreds med. Hun bor sammen med sine forældre, bedsteforældre og lillebror Liam i en lejlighed. Maddie går tit med sin "Tipton" uniform, ofte med et af sin fars slips som tilbehør. Hun er kendt for at være klog, sarkastisk, ufølsom og spøgefuld. Maddie er hverken rig eller meget fattig, i modsætning til hendes veninde London Tipton, som er en rig arving. Maddie bliver somme tider behandlet som en tjener af London, men de har stadig et stærkt venskab. En af tvillingerne, Zack, er helt vild med hende og hilser næsten altid på hende ved at sige: "Hey Sweet Thing" (Dansk: "Hej sukker mus). Hun arbejder også i "Cluck Bucket" som kassedame og er Tiptons midlertidige børnepasser
Maddie har altid ønsket sig at rejse til Paris, lige siden hun planlagde en rejse dertil til hendes forældre på deres 25-års bryllupsdag. Hun vil godt læse jura. Maddie er halv irer og er bange for onde nisser. London Tiptons stedmor Brandi Tipton kan godt lide Maddie og lader hende kalde hende "Mor". Hun lider af astma og er forsangeren for et band, der hedder "Water Works". Hun er gode venner med Raven Baxter (That's So Raven) og Hannah Montana (Hannah Montana).

## Kærlighedsforhold
- Zack er helt vildt forelsket i Maddie, men det er Maddie ikke pga. deres aldersforskellen, men hun har lovet ham, at hun vil danse med ham til hans "School Prom" (Dansk: skolebal).
- I det første afsnit, Hotel Hangout er Maddie kæreste med hotellets livredder, men dropper ham, fordi han kun taler om vand.
- I afsnittet Maddie Checks In, bliver hun kæreste med en rig dreng, Jason, men de slår op fordi han må rejse hjem og derefter hører man ikke mere om ham.

## Trivia
Maddie arbejder på "The Tipton Hotel" som slikpige, hvor hun sælger aviser, slik, tidsskriftter osv. Senere begynder hun får hun også arbejde som barnepige på hotellet.
Maddie er meget jaloux på den rige London Tipton, selvom de er de bedste veninder. Men den dag, hvor London bliver fattig og må bo hos Maddie i et stykke tid, lærer Maddie, at London er gået glip at mange gode ting, netop fordi hun er rig.
Maddie er meget klog og får næsten altid 13-taller og har aldrig fået en eftersidning eller gjort noget forkert. Hun har altid hørt efter lærerne og de voksne. Men den dag, hvor London starter i hendes skole får hun en eftersidning, fordi de havde klædt sig ud som nonner og havde pjækket fra en anden eftersidning.